# Fartlek
Fartlek (o speed play), termine della lingua svedese che significa "gioco di velocità", è una tipologia di allenamento cardiovascolare che si presenta come una via di mezzo tra il tradizionale allenamento aerobico continuato (Steady State Training) e l'Interval training.

## Caratteristiche
Il Fartlek training fu introdotto negli anni trenta del Novecento dallo svedese Gösta Holmer (1891-1983). Quando il Fartlek fu introdotto in Svezia portò una rivoluzione nei metodi di allenamento. Esso viene usato primariamente dagli atleti di endurance e viene consigliato come eccellente attività per il recupero fisico dopo un periodo di allenamento molto intenso. Il Fartlek, che in svedese significa gioco di velocità, è una strategia di allenamento che combina prestazioni di diversa durata e intensità, coniugando lo Steady State Training e l'Interval training. Questo tipo di allenamento sfrutta sia i sistemi energetici aerobici che anaerobici, e può essere strutturato in molte modalità. La differenza tra questo tipo di allenamento e l'aerobica continuata sta nel fatto che l'intensità dell'esercizio subisce una variazione periodica, ciò significa che il sistema aerobico e anaerobico sono messi sotto sforzo alternativamente, in maniera simile a quanto accade nelle più comuni forme di Interval training come l'High Intensity Interval Training (HIIT). Si può spaziare dalla camminata aerobica allo scatto anaerobico secondo un ordine casuale. Questa forma di allenamento è molto libera, nel senso che non prevede né la frequenza e l'andamento costante tipici dello Steady State, né le regolari oscillazioni dell'intensità della frequenza cardiaca tipiche dell'Interval training. Pertanto, uno degli obiettivi primari del Fartlek è il divertimento, mentre la distanza percorsa o la durata temporale non vengono altrettanto considerati come negli altri metodi cardiovascolari menzionati. Il Fartlek training nasce come metodica cardiovascolare all'aperto, laddove viene prevista anche la presenza di colline e saliscendi, in modo da determinare aumenti casuali di intensità. L'allenamento Fartlek è generalmente associato con la corsa, ma può prevedere praticamente qualunque tipo di esercizio, compreso il ciclismo, il canottaggio o il nuoto, o la pratica sui macchinari cardiovascolari di uso comune nelle palestre. L'American College of Sports Medicine (ACSM) raccomanda una durata dell'allenamento compresa tra i 20 e i 60 minuti. Molti coach propongono il Fartlek come allenamento complementare allo Stady State, alle prestazioni ad alta intensità o all'Interval training, per offrire varietà alle solite routine di allenamento.
Non sono presenti dati scientifici sufficienti per poter stabilire i vantaggi del Fartlek, anche a causa della grande varietà di impostazione. Ad ogni modo, possono essere simili a quelli garantiti dall'Interval training per via del frequente passaggio dal metabolismo aerobico a quello anaerobico.

## Sessioni Fartlek
Quella che segue è la prima sessione di Fartlek ideata da Gösta Holmer per un corridore campestre. È anche un esempio di come può presentarsi una sessione di Fartlek, ma queste dovrebbero essere strutturate in modo specifico per l'evento o la disciplina sportiva che deve affrontare l'atleta, anche sulla base delle sue esigenze. Le sessioni dovrebbero prevedere un'intensità tale da far lavorare l'atleta tra il 60% e l'80% della sua massima frequenza cardiaca. Questo starebbe a significare che il fisico non dovrebbe essere troppo sollecitato durante l'esercizio. L'atleta dovrebbe anche prevedere un congruo riscaldamento all'inizio della sessione, e un periodo di defaticamento al termine, al fine di migliorare la performance e diminuire le probabilità di infortunio.
- Corsa leggera per 5-10 minuti - riscaldamento.
- A velocità costante, corsa veloce per 1200m fino a 2400m - come una lunga ripetizione.
- Camminata veloce per 5 minuti - recupero.
- Corsa leggera con brevi scatti di 50m, ripetuto finché non si è un po' stanchi - Inizio del lavoro sulla velocità.
- Corsa leggera con tre o quattro 'passi veloci' di tanto in tanto (improvviso aumento di velocità a simulare l'arrivo di un avversario che tenta di superare).
- Piena velocità su per una collina per 200m.
- Immediatamente passo veloce per 1 minuto.
- Il ciclo va ripetuto per l'intera durata della sessione di Fartlek.

## Vantaggi e svantaggi del Fartlek

### Benefici per il fitness
Una delle ragioni principali del successo del Fartlek è la sua flessibilità alle necessità individuali. A differenza dell'allenamento continuo, il Fartlek può adattarsi agli atleti partecipanti a giochi su campo, come calcio, hockey su prato e  rugby, in quanto sviluppa le attività aerobiche e anaerobiche che sono entrambe utilizzate in questi sport. Per fare questo, gli atleti devono utilizzare la flessibilità del Fartlek mimando le situazioni che possono accadere durante la pratica del loro sport.

### Applicazioni tattiche
Grazie alla flessibilità del Fartlek, è possibile adattare le sessioni di allenamento in modo che esse riflettano le tattiche individuali del corridore. Per esempio, un corridore dei 1500 metri piani può aggiungere degli scatti nell'allenamento per simulare lo sprint finale.

### Benefici psicologici
Una delle cose che manca agli atleti durante l'allenamento è la motivazione psicologica a sottoporsi a sforzi, perché l'allenamento non è visto solo come un lavoro duro, ma anche monotono. Il Fartlek aggiunge molta varietà ed è molto meno ripetitivo di altre forme di allenamento. Questo è un grande beneficio per l'atleta perché rende la corsa un po' più interessante, così da spronarlo a prolungare l'esercizio e a raggiungere risultati migliori.

### Benefici medici
"Perdere il 5-10% del proprio peso diminuirà le scorte di grasso del 25-40%." – Jean-Pierre Despres, professore di dietologia umana all'Università Laval di Québec. Uno studio pubblicato su Sports and Exercise mostra che alternare l'intensità durante l'allenamento aiuta a perdere peso più velocemente rispetto a un esercizio eseguito a un ritmo costante - e questo è uno dei principi del Fartlek.

### Svantaggi
Uno degli svantaggi è che a volte è lo stesso atleta a programmare la sua sessione di allenamento e questo potrebbe portarlo a non spingere fino in fondo. Questo svantaggio può essere evitato con l'aiuto di un allenatore, o di altro soggetto, che progetti la sessione.

## Esempi di Fartlek training

### Fartlek su macchine cardio[2]
Protocollo:

Svolgere in maniera casuale tre sessioni da 2, 4 o 6 minuti, ognuna delle quali viene correlata con una specifica intensità e durata.

Rotazione 1:
- tapis roulant (2 min)
- cyclette ellittica (4 min)
- cicloergometro (6 min)

Rotazione 2:
- cyclette ellittica (6 min)
- cicloergometro (4 min)
- tapis roulant (2 min)

Rotazione 3:
- cicloergometro (4 min)
- tapis roulant (4 min)
- cicloergometro (4 min)

Intensità:
- Durante la sessione da 2 minuti allenarsi ad un livello 15 della scala RPE (duro: circa 80% VO2max).
- Durante la sessione da 4 minuti allenarsi ad un livello 13 della scala RPE (abbastanza duro: circa 75% VO2max).
- Durante la sessione da 6 minuti allenarsi ad un livello 12 della scala RPE (tra leggero e abbastanza duro: circa 55% VO2max).

## Altri metodi cardiofitness
- Steady State Training (SST)
- Power Aerobic Circuit (PAC)
- High Intensity Interval Training (HIIT)
- Tabata Training (o Guerrilla cardio)
- Step-Wise Interval Training
- Circuit Training (CT)
- Super Circuit Training (SCT)
- Stubborn Fat Protocol (SFP)
- Spot reduction (SR)
- Peripheral Heart Action (PHA)
- Aerobica Tonificazione Aerobica (ATA)
- Concurrent training